# Únor 2023
Toto je archivovaný článek z portálu Aktuality.
1. února – středa
 Bývalý premiér Petr Nečas byl nepravomocně odsouzen k podmíněnému trestu odnětí svobody na jeden rok za křivou výpověď v kauze Nagyová. 
 Vláda Petra Fialy schválila návrh novely volebního zákona. 
 ÚDV odložil trestní stíhání bývalého federálního ministra vnitra Františka Kincla. 
 Argentinský fotbalista Enzo Fernández přestoupil do Chelsea FC za rekordní částku 121 miliónů eur. 
2. února – čtvrtek
 Ukrajinu navštívila celá evropská komise v čele s Ursulou von der Leyenovou a předseda Evropské rady Charles Michel. Obě strany se mimo jiné dohodly na poskytnutí výcviku vojáků a na finanční prostředky pro obnovu Ukrajiny. 
 Finská premiérka Sanna Marinová při návštěvě Švédska uvedla, že do NATO vstoupí Finsko jedině po boku Švédska. 
 Britští a němečtí archeologové zveřejnili na základě nedávného objevení zachované dílny s návody na balzamování, jakým způsobem staří Egypťané vyráběli mumie. 
3. února – pátek
 Nákladní vlak převážející nebezpezpečné a toxické látky vykolejil ve městě East Palestine ve státě Ohio. 
 V Praze se dohodli tamní politici stran SPOLU, Pirátů a STAN na koaliční smlouvě. Podařilo se tak po čtyřech měsících od komunálních voleb. 
 Nad územím Spojených států amerických se několik dní pohybuje čínský špionážní balón. Americké úřady zkoumají, zda ho mohou na žádost amerického prezidenta Joea Bidena sestřelit. 
 Brazilské námořnictvo řízeně potopilo vyřazenou letadlovou loď NAe São Paulo (A12) v Atlantském oceánu. 
4. února – sobota
 Spojené státy americké sestřelily nad Atlantským oceánem čínský špionážní balón. Podle amerického ministerstva obrany se nachází další takový balón nad Venezuelou. 
 Ceny české filmové kritiky za rok 2022 za nejlepší film získalo mysteriózní drama Arvéd. 
6. února – pondělí
 Ničivé zemětřesení o síle 7,8 stupně, které zasáhlo Turecko a severní Sýrii, si vyžádalo nejméně 41 000 mrtvých. 
 Íránský duchovní vůdce ájatolláh Sajjid Alí Chameneí oznámil propuštění osob zadržených během protirežimních demonstrací. 
10. února – pátek
 Spojené státy americké sestřelily u Aljašky blíže neurčený objekt o velikosti malého osobního auta letící ve velké výšce. Rozkaz vydal americký prezident Joe Biden. 
 Spojené státy americké vypálily mezikonentální balistickou raketu Minuteman III schopnou nést jadernou hlavici. Podle Pentagonu byla vystřelena z Vandenbergovy letecké základny v Kalifornii a dopadla do Pacifiku. 
11. února – sobota
 Nad Kanadou byl sestřelen další neidentifikovatelný objekt letící ve velké výšce. Oznámil to kanadský premiér Justin Trudeau. 
 Rakouští a němečtí záchranáři skončili se zachraňováním v Turecku zasaženém zemětřesením kvůli obavám o svou bezpečnost. V místě nasazení byla hlášena střelba. 
12. února – neděle
 Nad Huronským jezerem sestřelily americké stíhačky čtvrtý neidentifikovatelný objekt nad americkým kontinentem. 
13. února – pondělí
 Ministerstvo obrany Spojených států amerických uvedlo, že nemá jasno v tom, jakým způsobem se objekty sestřelené v předešlých dnech nad americkým kontinentem držely ve vzduchu. Přestože zprvu nevylučovalo možný mimozemský původ těchto objektů, Pentagon nakonec oznámil, že i když objekty nebyly řízené, o mimozemšťany nejspíše nešlo. 
14. února – úterý
 Novozélandská vláda vyhlásila celonárodní nouzový stav poté, co Cyklón Gabrielle zasáhl Severní ostrov. 
 V provincii Limpopo zahynulo při čelní srážce dodávky s autobusem dvacet lidí. 
16. února – čtvrtek
 Moldavský parlament vyjádřil důvěru vládě premiéra Dorina Receana. 
 Susan Wojcicki oznámila, že opouští místo výkonné ředitelky YouTube. 
18. února – sobota
 Při masové střelbě v Arkabutle v Mississippi zemřelo šest lidí. 
19. února – neděle
 Cenu BAFTA za nejlepší film získalo německé válečné drama Na západní frontě klid. Cenu za nejlepší zvuk získal zvukař Viktor Prášil. 
20. února – pondělí
 Americký prezident Joe Biden navštívil ukrajinské hlavní město Kyjev. 
 Vláda Petra Fialy navrhla snížení valorizace důchodů v červnu 2023. Návrh bude projednáván ve stavu legislativní nouze. 
 Banka ČSOB má dle rozhodčího nálezu uhradit 3,7 miliardy korun společnosti ICEC-HOLDING jako nástupce zkrachovalé banky IPB. 
21. února – úterý
 Ruský prezident Vladimir Putin oznámil pozastavení účasti na nové dohodě START o snížení počtu strategických zbraní dojednané roku 2010 v Praze. 
22. února – středa
 Více než 200 tisíc lidí se zúčastnilo proválečného mítinku v moskevských Lužnikách, na kterém vystoupil Vladimir Putin. 
23. února – čtvrtek
 Omán otevřel vzdušný prostor izraelským letadlům. 
25. února – sobota
 Polská rafinérská společnost PKN Orlen oznámila, že Rusko zastavilo dodávky do Polska přes ropovod Družba. 
26. února – neděle
 Běloruská partyzánská skupina BYPOL se přihlásila k útoku na letoun včasné výstrahy Berijev A-50 na letecké základně Mačuliščy u Minsku. 
 Při převrácení plavidla převážejícího migranty u italského města Crotone utonulo nejméně 58 lidí. 
28. února – úterý
 Krátce před půlnocí místního času došlo u města Larisa k čelnímu střetu osobního a nákladního vlaku. Nejméně 38 osob zemřelo a 60 utrpělo zranění. 